# Nkanu (peuple d'Angola et de la république démocratique du Congo)
Pour les articles homonymes, voir Nkanu.
Ne doit pas être confondu avec Nkanu (peuple du Nigeria).
Les Nkanu sont une population d'Afrique centrale, surtout présente à l'ouest de la République démocratique du Congo, également au nord de l'Angola. 

## Population
Leur nombre est estimé à environ 5 000 personnes.

## Langue
Ils parlent le kinkanu, une langue bantoue.

## Culture

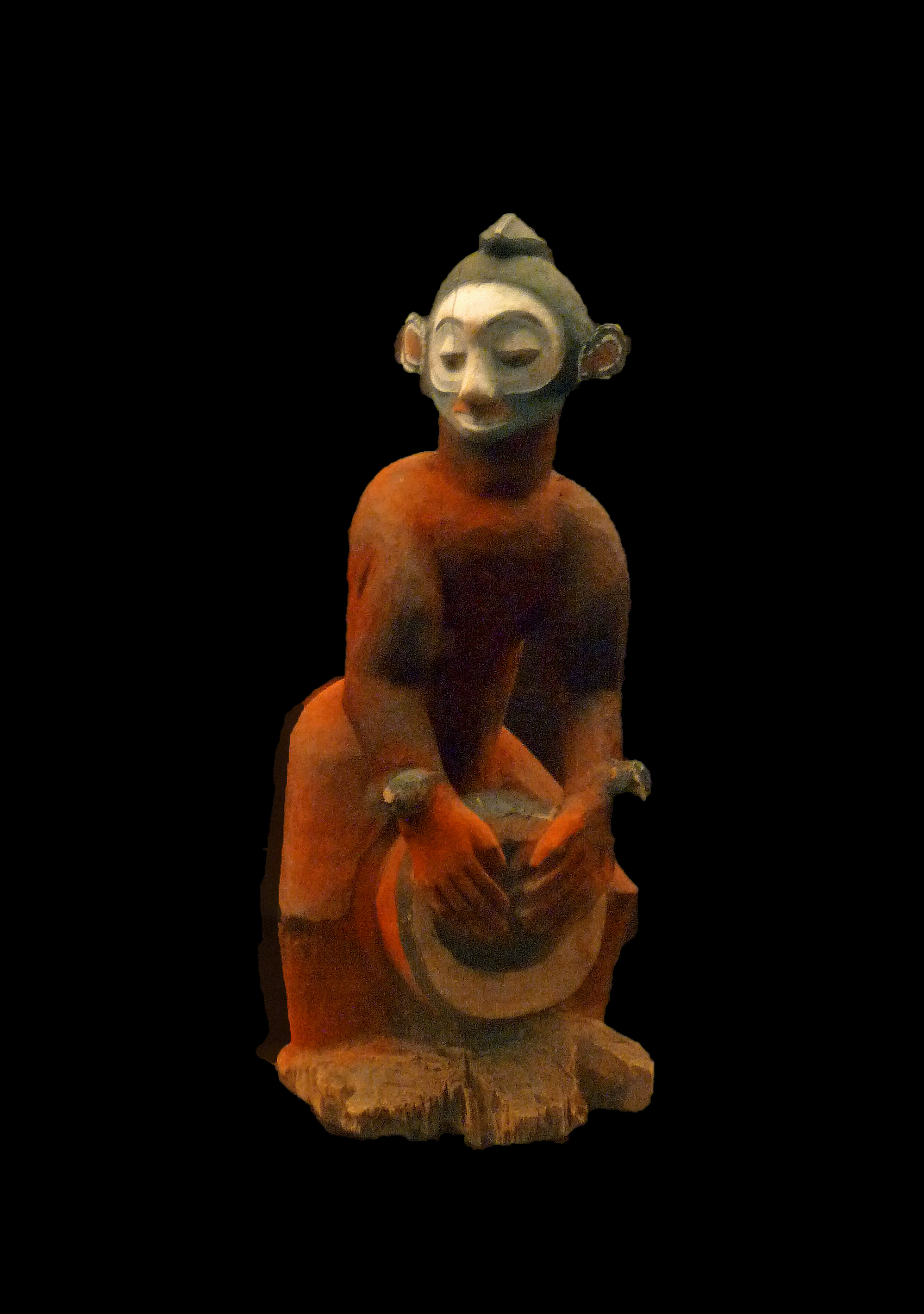
Tambourinaire[2].
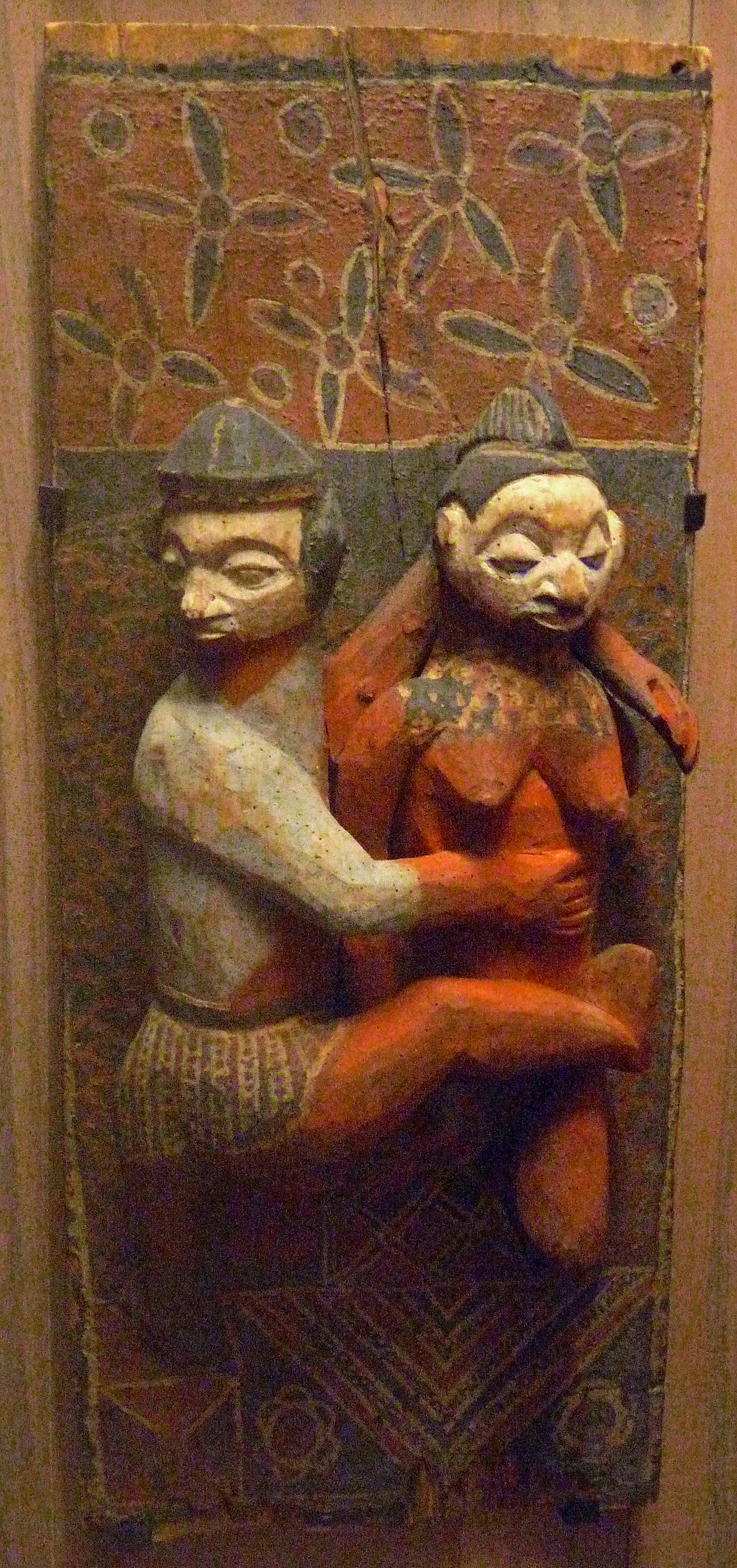
Panneau de case d'initiation[3].
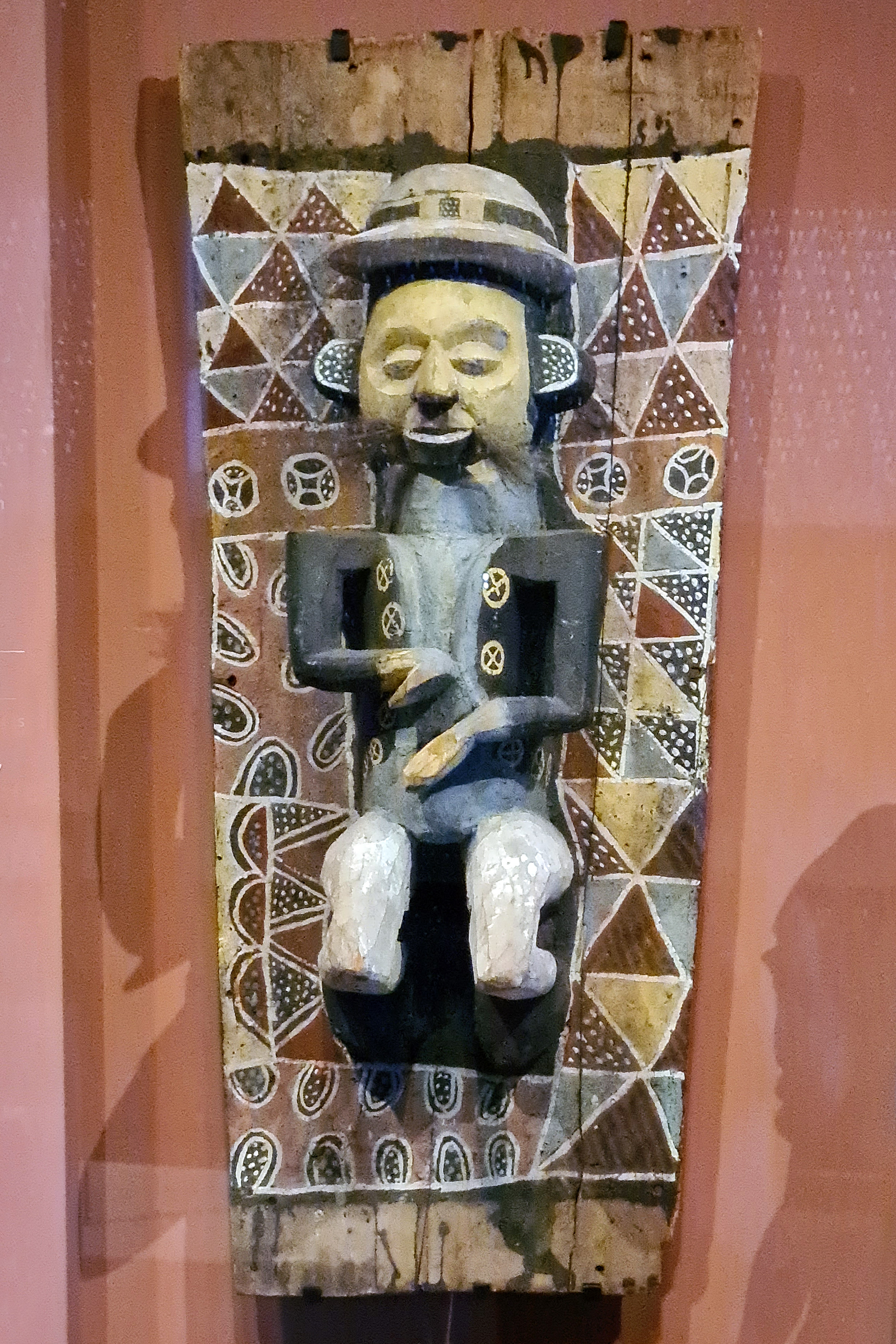
Panneau représentant un Européen[2].